# Vesicaperla substirpes
Vesicaperla substirpes är en bäcksländeart som beskrevs av Mclellan 1967. Vesicaperla substirpes ingår i släktet Vesicaperla och familjen Gripopterygidae. Inga underarter finns listade i Catalogue of Life.